# Boogie Beasts
Boogie Beasts is een Belgische alternatieve bluesband uit Limburg en Luik. De band werd opgericht in 2011 en mixt blues en boogie met rock en garagerock.

## Geschiedenis
Boogie Beasts wordt opgericht in januari 2011, na een jamsessie in blueskroeg De Blauwe Kater, in Leuven. Het eerste optreden vindt plaats op 10 september 2011, tijdens het Blue Moon Festival, in Visé.
Tijdens de twee volgende jaren gaat de band op zoek naar een eigen geluid. Ze treden op in kroegen, jeugdhuizen en clubs in België, Nederland en Duitsland. Op 15 oktober 2013 speelt de band in het voorprogramma van de Amerikaanse bluesband The Fabulous Thunderbirds in De Roma, in Antwerpen, en op 6 november 2013 van de Amerikaanse Andre Williams, in de Charlatan, in Gent.
Op 9 januari 2014 spelen ze in de Muziekodroom, in Hasselt. Daarna volgen optredens op festivals zoals het Nederlands Moulin Blues Festival (3 mei 2014), in Ospel; het Belgische Sjock Festival (12 juli 2014) in Gierle; Swing Wespelaar (17 augustus 2014), in Wespelaar, België; en (Ge)Varenwinkel Festival (30 augustus 2014) in Varenwinkel, België.
In 2015 volgen optredens op meer festivals: Roots & Roses, in Lessen (1 mei); Red Moon Fest, in Trebaseleghe, Italië (13 juni); Blue Balls Festival, Luzern, (18 juli) in Zwitserland en Mañana Mañana, in Hummelo, Nederland (29 augustus).
Op 2 november 2015 verschijnt het zelfgeproduceerde debuutalbum ‘Come And Get Me’ op het Brusselse label NAKED. Het album krijgt lovende kritieken en wordt door Rolling Stone France, de Franse editie van het Amerikaanse tijdschrift over popcultuur, omschreven als “een ritmisch en geïnspireerd album, dat de komst van een toekomstige grote naam in de bluesrockscene markeert.” Ter promotie van hun plaat maakt de band een kleine tour met de Britse bluesmuzikant Ian Siegal. Het album wordt uitgezonden op de Nederlandse radiozender Arrow Classic Rock en op de Belgische zender Radio 1. Op 29 februari 2016 wordt de band uitgenodigd door de Franstalige radio Classic 21 voor een livesessie tijdens het programma Classic 21 Blues Café.
Op 17 juni 2016 speelt de band voor de tweede keer op het Nederlandse Mañana Mañana Festival. In de zomer van 2016 volgen festivals Sierre Blues Festival (8 juli), Sierre, Zwitserland; het Belgische Blues Peer (15 juli), Zwarte Cross (22 juli), in Lichtenvoorde en Jazz ’n Blues Rallye (23 juli), in Luxemburg.
In 2017 speelt de band onder meer op 15 juli een tweede keer op Zwarte Cross en op 11 augustus op de 40ste editie van Waterpop, Wateringen, Nederland. In januari 2018 spelen Boogie Beasts als voorprogramma met de Amerikaanse garagerockband The Sonics tijdens het Nederlandse gedeelte van hun Europese tournee. Op 31 maart 2018 speelt de band op Paaspop, in Schijndel.
Op 11 januari 2019 brengen Boogie Beasts een tweede album 'Deep' uit, opnieuw op het Brusselse label Naked. De band wordt uitgenodigd door de Franstalige nationale radio Classic 21 voor een liveoptreden in de studio, in Bergen. Het album krijgt vervolgens enkele maanden zendtijd op diezelfde radio. Op 25 mei nodigt Classic 21 Boogie Beasts uit voor hun 15de jubileumfeest in Rockerill, in Charleroi, waar ze samen met Triggerfinger spelen. De band speelt datzelfde jaar in Nederlandse clubs als De Bosuil (22 maart) in Weert, Burgerweeshuis (27 april) in Deventer, Muziekgieterij (30 april) in Maastricht, maar ook op festivals, zoals een tweede keer het Moulin Blues Festival (3 mei), in Ospel, het Bevrijdingsfestival (4 mei) in Vlissingen, en voor de vierde keer op het Mañana Mañana Festival (14 en 15 juni). In eigen land staat de groep onder meer op het Rock Festival van Nandrin (18 augustus) en een tweede keer op het (Ge)Varenwinkel Festival (24 augustus), in Varenwinkel. In het najaar spelen ze in enkele Zwitserse clubs, zoals Bikini Test (1 november) in La Chaux-de-Fonds en Nouveau Monde (2 november) in Fribourg.
Op 1 december 2019 verlaat gitarist-zanger Mathias Dalle de band. Hij wordt vervangen door Patrick Louis.

## Discografie
- Come And Get Me (2015)
- Deep (2019)
- Love Me Some (2021)